# مؤسسة الأهرام
مؤسسة الأهرام مؤسسة صحفية مصرية أسسها سليم وبشارة تقلا عام 1876 وتديرها الحكومة عبر المجلس الأعلى للصحافة.

## إصدارات المؤسسة
تقوم بإصدار العديد من الصحف والمجلات ومنها:
- جريدة الأهرام، طبعة مصر
- الأهرام الدولي الطبعة الدولية
- الأهرام الطبعة العربية
- الأهرام ويكلي (باللغة الإنجليزية)
- مجلة السياسة الدولية
- مجلة لغة العصر
- الأهرام إبدو (باللغة الفرنسية)
- الأهرام العربي
- الأهرام المسائي
- الأهرام الرياضي
- الأهرام الاقتصادي
- مجلة ديوان.[1]
- مجلة الأهرام الزراعية
- مجلة الشباب
- مجلة علاء الدين
- مجلة نصف الدنيا
- الأهرام البيت
- مجلة التعاون الأسبوعية
- مجلة الديموقراطية
- مختارات إسرائيلية
- مختارات إيرانية
- قضايا برلمانية
- أحوال مصرية
- موقع بوابة الأهرام الإلكتروني[2]

## جهات تابعة
- مركز الأهرام للترجمة والنشر
- مركز الأهرام للدراسات السياسية والاستراتيجية
- مركز الأهرام للإدارة والحسابات الإلكترونية (اماك)
- مركز الأهرام للدراسات الاقتصادية والطاقة
- مركز الأهرام للدراسات الاجتماعية والتاريخية
- مركز الاهرام للتنظيم وتكنولوجيا المعلومات (مركز الميكروفيلم)
- وكالة الأهرام للإعلان
- وكالة الأهرام للتوزيع
- مطابع الأهرام التجارية بقليوب
- شركة الأهرام للاستثمار
  - شركة تصنيع الأقلام والبلاستيك بقليوب «سيسب» [3][4]
- جامعة الأهرام الكندية
- معهد الأهرام الإقليمي للصحافة
- مركز الأهرام للتدريب والاستشارات (اكتس)